# Barbara Harris
Ne doit pas être confondu avec Barbara Eve Harris ou Barbara Harris (évêque).
Pour les articles homonymes, voir Harris.
Barbara Densmoor Harris, née le 25 juillet 1935 à Evanston (Illinois) et morte le 21 août 2018 à Scottsdale, est une actrice américaine.

## Biographie
Barbara Harris est la fille d'Oscar Harris, arboriste devenu plus tard homme d'affaires, et Natalie Densmoor, une pianiste accomplie. Adolescente, elle commence son apprentissage au Playwrights Theatre de Chicago où elle côtoie Edward Asner, Elaine May et Mike Nichols.
Elle apparait dans Nashville de Robert Altman chantant It Don't Worry Me (1975) . Elle tourne ensuite avec Alfred Hitchcock dans le dernier film de ce dernier, Complot de famille (1976). Après ce succès, elle tourne avec la jeune Jodie Foster dans Un vendredi dingue, dingue, dingue (1976), et remporte un nouveau succès. Son interprétation fait une telle impression que la série Disneyland lui fait re-jouer ce rôle dans deux épisodes.
En 1981, l'échec du film Cœurs d'occasion, réalisé par Hal Ashby, ralentit la carrière de Barbara Harris. Elle ne tourne plus jusqu'en 1986, date à laquelle on la revoit dans Peggy Sue s'est mariée. Elle renoue avec le succès en 1988 avec Le Plus Escroc des deux, mais s'éloigne ensuite à nouveau des caméras et travaille comme professeur d'art dramatique.

## Filmographie partielle
- 1965 : Des clowns par milliers de Fred Coe
- 1971 : Qui est Harry Kellerman ? d'Ulu Grosbard
- 1971 : Plaza Suite d'Arthur Hiller : Muriel Tate
- 1975 : Nashville de Robert Altman
- 1976 : Complot de famille d'Alfred Hitchcock
- 1976 : Un vendredi dingue, dingue, dingue de Gary Nelson
- 1979 : La Vie privée d'un sénateur de Jerry Schatzberg
- 1981 : Cœurs d'occasion de Hal Ashby
- 1986 : Peggy Sue s'est mariée, de Francis Ford Coppola
- 1988 : Le Plus escroc des deux de Frank Oz
- 1997 : Tueurs à gages de George Armitage